# 1231 Auricula
1231 Auricula è un asteroide della fascia principale del diametro medio di circa 22,52 km. Scoperto nel 1931, presenta un'orbita caratterizzata da un semiasse maggiore pari a 2,6696075 UA e da un'eccentricità di 0,0839457, inclinata di 11,48401° rispetto all'eclittica.
Il suo nome fa riferimento a Primula auricula, una pianta erbacea della famiglia delle Primulaceae che cresce anche sulle alpi.